# Corpo sociale

Il corpo sociale, termine durkheimiano, è composto di reti sociali. Le reti di cui l’élite fa parte sono professionali, lobbistiche, finanziarie, sportive. Poco è cambiato rispetto alle analisi di T. Veblen sul consumo della classe agiata come marchio dell’élite. Un aspetto importante di questo marchio è la sicurezza, quel sentirsi al sicuro che caratterizza chi è abituato a dirigere una grande azienda e a disporre di ingenti risorse finanziarie. Altro aspetto è la connessione, le conoscenze dirette e pervasive di ambienti economici e politici privilegiati. L’appartenenza anziché la competenza, l’essere connesso a un sistema interorganizzativo di potere e ‘sentire’ di farne parte, fanno la differenza (A. Pizzorno). La trasmissione del privilegio è spesso ammantata di segreto (G. Simmel), che permette di rendere poco nota al resto della società l’esigua quantità e la discutibile qualità dell’elite.